# Jevaughn Minzie
Jevaughn Minzie (né le 20 juillet 1995) est un athlète jamaïcain, spécialiste du sprint.

## Carrière
Il remporte la troisième place des sélections olympiques jamaïcaines sur 100 m, le 1er juillet 2016 à Kingston, en 10 s 02, record personnel.

## Palmarès
| Date | Compétition     | Lieu           | Résultat | Épreuve   | Temps  |
| ---- | --------------- | -------------- | -------- | --------- | ------ |
| 2016 | Jeux olympiques | Rio de Janeiro | 1er      | 4 × 100 m | séries |